# جوزيف ألستون
جوزيف ألستون هو سياسي أمريكي، ولد في 10 نوفمبر 1779 في مقاطعة جورج تاون في الولايات المتحدة، وتوفي في 19 سبتمبر 1816 في تشارلستون في الولايات المتحدة. نشط حزبياً في الحزب الجمهوري الديمقراطي. وقد انتخب عضو مجلس نواب كارولاينا الجنوبية ‏ وانتخب حاكم كارولينا الجنوبية ‏ (1 ديسمبر 1812 – 1 ديسمبر 1814).